# Handan İpekçi
Handan İpekçi (nascuda el 1956 a Ankara, Turquia) és una guionista i directora de cinema turca.

## Educació
Handan İpekçi va estudiar Ràdio i Televisió a la Universitat de Gazi, Facultat de Comunicació a Ankara. El polèmic llargmetratge Hejar que va escriure, produir i dirigir va ser la presentació oficial de Turquia per la millor pel·lícula internacional als Premis Oscar de 2001.

## Filmografia
| Any  | Pel·lícula                              | Paper                                     | Notes                                      |
| ---- | --------------------------------------- | ----------------------------------------- | ------------------------------------------ |
| 1989 | Ayaşlı ve Kiracıları                    | Codirectora amb Tunca Yönder              | sèries de televisió                        |
| 1993 | Kemençenin Türküsü                      | Directora                                 | Documental                                 |
| 1994 | Dad is in the Army a.k.a. Babam Askerde | Directora                                 | Primer llargmetratge, distribució denegada |
| 2001 | Hejar a.k.a. Büyük Adam Küçük Aşk       | Directora, Productora, guionista          |                                            |
| 2007 | Hidden Faces a.k.a. Saklı Yüzler        | Directora, Productora, guionista, editoar |                                            |

## Premis
İpekçi va rebre premis locals i internacionals. Dad is in the Army va portar els seus premis de director i guionista més prometedors, entre d'altres, als festivals de cinema turcs, Hejar va guanyar nou premis, com ara la taronja d'or a la millor pel·lícula i millor guió al Festival Internacional de Cinema d'Antalya i la piràmide de plata al Festival Internacional de Cinema del Caire.